# Crònica de Morea
La Crònica de Morea (en grec: Το χρονικόν του Μορέως) és un extens text del segle xiii o xiv del qual existeixen quatre versions; la primera en francès medieval, la segona en grec medieval, la tercera en italià i la quarta en aragonès. La Crònica de Morea, traduïda a l'aragonès per encàrrec de Johan Ferrández d'Heredia, mestre de l'orde de l'Hospital, es titulà Libro de los fechos et conquistas del principado de la Morea. Originàriament, estava formada per més de 9.000 línies i narra els fets relacionats amb la conquesta de la península del Peloponès (Grècia), península que a l'edat mitjana rebia el nom de Morea, des de la Quarta Croada (1204), quan es constituí el Principat d'Acaia, fins al 1292, i fou ampliada fins al 1377 en la traducció aragonesa.